# Saqueig de Maó
El Saqueig de Maó de 1535 fou una ràtzia otomana contra el litoral menorquí.
En una època de nombrosos atacs de les flotes otomanes al litoral, Cullera havia patit atacs pirates el 1503 i el 1532, i arran de la pèrdua de Tunis el 1535 uns mesos abans, Barba-rossa va contraatacar a les Balears.
Maó no tenia guarnició, només un o dos canons, però sense munició ni pólvora emmagatzemada, i tenia només 300 focs, uns 1.500 habitants, dels que només 350 eren aptes per al servei d'armes. La capital de l'illa era Ciutadella, on estava la guarnició.

## L'atac
La nit de l'1 de setembre de 1535 l'armada de l'Imperi Otomà entrava al port de Maó camuflada com a naus imperials de retorn de la conquesta de Tunis. Els frares franciscans Bartomeu Genestar i Francesc Coll van anar a rebre amb una barca les que creien naus imperials, però en veure que eren els turcs que venien van tornar a avisar a la població, que va tancar les muralles i es va preparar per a la lluita.
En veure que Khair ed-Din Barba-rossa desembarcava els seus 2.500 homes i començava a assetjar la vila, es va enviar un avís del perill que corria la població al governador, resident a Ciutadella (llavors la capital), que de seguida va reunir els cavallers i formar una columna de socors que es va encaminar ràpidament cap a Maó, reclutant nous reforços pel camí, i el 3 de setembre els tres-cents homes entraren en contacte amb les tropes turques, que, molt superiors en nombre, la van aniquilar, morint el governador i un centenar dels seus cavallers.
El fracàs dels socors va minar la moral dels assetjats, i quan la muralla ja estava parcialment enderrocada, els mateixos dirigents maonesos es van posar en contacte amb Barba-rossa i al vespre del 4 de setembre van estipular el lliurament de la ciutat, amb la condició que en el saqueig serien respectats els dirigents i les seves deu cases, i la nit següent va ser dantesca per Maó, amb la mort dels franciscans i altres civils, violacions, incendis, depredacions, i la captura de 600 presoners dels que mai es va saber res més, mentre els dirigents maonesos s'havien refugiat a Binimaimut.

## Conseqüències
Els dirigents que havien lliurat la ciutat foren capturats per ordre d'Eiximèn Perez de Figuerola, virrei de Mallorca, i el mateix dia 8 de setembre va començar el judici, que va durar més d'un any; el 24 d'octubre de 1536 els cinc principals inculpats van morir mutilats a la plaça del Born de Ciutadella.
L'atac provocà la construcció del Castell de Sant Felip a partir de 1554 amb l'establiment d'una guarnició de soldats professionals, i una torre de defensa en el moll de Palma. En el segle següent, s'amplia l'àrea en torn la torre defensiva amb la construcció de la fortalesa l'Avançada.